# Nina Nesbitt-diszkográfia
Nina Nesbitt skót énekes-dalszerzőnek 4 stúdióalbuma, 8 középlemeze és 38 kislemeze jelent meg. Első, Peroxide című stúdióalbumát 2014. február 17-én adta ki a Universal; Skóciában az első, az Egyesült Királyságban a 11., Írországban pedig a 40. helyet érte el. Negyedik, Mountain Music albumát 2024. szeptember 27-én jelentette meg saját kiadója, az Apple Tree Records.

## Diszkográfia

### Stúdióalbumok
| Cím                                           | Részletek                                                                               | Helyezések | Helyezések | Helyezések | Helyezések |
| Cím                                           | Részletek                                                                               | UK         | BEL (VA)   | IRE        | SCO        |
| --------------------------------------------- | --------------------------------------------------------------------------------------- | ---------- | ---------- | ---------- | ---------- |
| Peroxide                                      | - Megjelent: 2024. február 17. - Kiadó: Universal Music Group - Formátum: CD, digitális | 11         | –          | 40         | 1          |
| The Sun Will Come Up, the Seasons Will Change | - Megjelent: 2019. február 1. - Kiadó: Cooking Vinyl - Formátum: CD, digitális          | 21         | –          | 43         | 5          |
| Älskar                                        | - Megjelent: 2022. szeptember 2. - Kiadó: Cooking Vinyl - Formátum: CD, digitális       | 34         | 117        | –          | 3          |
| Mountain Music                                | - Megjelent: 2024. szeptember 27. - Kiadó: Apple Tree Records - Formátum: CD, digitális | 46         | –          | –          | 3          |

### Középlemezek
| Cím              | Részletek |
| ---------------- | --- |
| Live Take        | - Megjelent: 2011. december 5. - Kiadó: Universal - Formátum: digitális, limitált fizikai adathordozó           |
| The Apple Tree   | - Megjelent: 2012. április 3./július 20. - Kiadó: Universal - Formátum: digitális, limitált fizikai adathordozó |
| Boy              | - Megjelent: 2012. december 6. - Kiadó: Universal - Formátum: digitális                                         |
| Stay Out         | - Megjelent: 2013. április 8. - Kiadó: Universal - Formátum: digitális, limitált fizikai adathordozó            |
| Way in the World | - Megjelent: 2013. július 21. - Kiadó: Universal - Formátum: digitális, limitált fizikai adathordozó            |
| Nina Nesbitt     | - Megjelent: 2014. április 1. - Kiadó: Universal - Formátum: digitális                                          |
| Modern Love      | - Megjelent: 2016. február 5. - Kiadó: Universal - Formátum: digitális, limitált fizikai adathordozó            |
| Life in Colour   | - Megjelent: 2016. október 10. - Kiadó: N² - Formátum: digitális, limitált fizikai adathordozó                  |

### Kislemezek
| Cím                                       | Album                                         | Év   | Helyezések | Helyezések | Helyezések | Helyezések | Helyezések |   |   |
| Cím                                       | Album                                         | Év   | UK         | BEL (FL)   | BEL (VA)   | IRE        | SCO        |   |   |
| ----------------------------------------- | --------------------------------------------- | ---- | ---------- | ---------- | ---------- | ---------- | ---------- | - | - |
| Boy                                       | Boy                                           | 2012 | 139        | –          | –          | –          | 71         |   |   |
| Stay Out                                  | Stay Out Peroxide                             | 2013 | 21         | 76         | 89         | 77         | 11         |   |   |
| Way in the World                          | Way in the World                              | 2013 | 55         | 86         | 77         | –          | 28         |   |   |
| Don’t Stop                                | Peroxide                                      | 2013 | 61         | –          | –          | –          | 46         |   |   |
| Selfies                                   | Peroxide                                      | 2014 | 40         | –          | –          | –          | 23         |   |   |
| Chewing Gum                               | Modern Love                                   | 2016 | –          | –          | –          | –          | 43         |   |   |
| The Moments I’m Missing                   | The Sun Will Come Up, the Seasons Will Change | 2017 | –          | –          | –          | –          | –          |   |   |
| The Best You Had (BPI ezüst minősítés)    | The Sun Will Come Up, the Seasons Will Change | 2017 | –          | –          | –          | –          | –          |   |   |
| Somebody Special                          | The Sun Will Come Up, the Seasons Will Change | 2018 | 89         | –          | –          | 78         | –          |   |   |
| Loyal to Me                               | The Sun Will Come Up, the Seasons Will Change | 2018 | –          | 86         | –          | –          | 84         |   |   |
| Colder                                    | The Sun Will Come Up, the Seasons Will Change | 2018 | –          | –          | –          | –          | –          |   |   |
| Is It Really Me You’re Missing?           | The Sun Will Come Up, the Seasons Will Change | 2019 | –          | –          | –          | –          | –          |   |   |
| Love Letter                               | The Sun Will Come Up, the Seasons Will Change | 2019 | –          | –          | –          | –          | –          |   |   |
| Afterhours (Teamworkkel és AJ Mitchellel) | –                                             | 2019 | –          | –          | –          | –          | –          |   |   |
| Without You (John Newmannel)              | A.N.I.M.A.L                                   | 2019 | –          | –          | –          | –          | 21         |   |   |
| Black & Blue                              | The Sun Will Come Up, the Seasons Will Change | 2019 | –          | –          | –          | –          | –          |   |   |
| Toxic                                     | The Sun Will Come Up, the Seasons Will Change | 2019 | –          | –          | –          | –          | –          |   |   |
| Last December (Christmas Version)         | The Sun Will Come Up, the Seasons Will Change | 2019 | –          | –          | –          | –          | –          |   |   |
| Together Forever                          | –                                             | 2020 | –          | –          | –          | –          | –          |   |   |
| Miss You 2 (Gabrielle Aplinnel)           | –                                             | 2020 | –          | –          | –          | –          | –          | – |   |
| Cry Dancing (NOTD-vel)                    | –                                             | 2020 | –          | –          | –          | –          | –          | – | – |
| Family Values (R3habbel)                  | –                                             | 2020 | –          | –          | –          | –          | –          | – | – |
| Summer Fling                              | Älskar                                        | 2021 | –          | –          | –          | –          | –          | – | – |
| Life’s a Bitch (L.A.B)                    | Älskar                                        | 2021 | –          | –          | –          | –          | –          | – |   |
| Sweet Dreams & Dynamite (a Seebbel)       | –                                             | 2021 | –          | –          | –          | –          | –          |   |   |
| When You Lose Someone                     | Älskar                                        | 2022 | –          | –          | –          | –          | –          |   |   |
| Dinner Table                              | Älskar                                        | 2022 | –          | –          | –          | –          | –          |   |   |
| Pressure Makes Diamonds                   | Älskar                                        | 2022 | –          | –          | –          | –          | –          |   |   |
| No Time (For My Life to Suck)             | Älskar                                        | 2022 | –          | –          | –          | –          | –          |   |   |
| Colours of You                            | Älskar                                        | 2022 | –          | –          | –          | –          | –          |   |   |
| Need You (Zion Fosterrel)                 | Älskar Nights                                 | 2022 | –          | –          | –          | –          | –          |   |   |
| Make It Easy (Ben Earle-lel)              | –                                             | 2023 | –          | –          | –          | –          | –          |   |   |
| Pages                                     | Mountain Nights                               | 2024 | –          | –          | –          | –          | –          |   |   |
| On the Run                                | Mountain Nights                               | 2024 | –          | –          | –          | –          | –          |   |   |
| Mansion                                   | Mountain Nights                               | 2024 | –          | –          | –          | –          | –          |   |   |
| I’m Coming Home                           | Mountain Nights                               | 2024 | –          | –          | –          | –          | –          |   |   |
| Anger                                     | Mountain Nights                               | 2024 | –          | –          | –          | –          | –          |   |   |

#### Promóciós kislemez
| Cím                                           | Év   | Album                                         |
| --------------------------------------------- | ---- | --------------------------------------------- |
| The Sun Will Come Up, The Seasons Will Change | 2018 | The Sun Will Come Up, The Seasons Will Change |

### Vendégszereplések
| Cím                               | Év   | Előadó           | Album                                     |
| --------------------------------- | ---- | ---------------- | ----------------------------------------- |
| Brand New Day (akusztikus verzió) | 2013 | Kodaline         | In a Perfect World                        |
| What It Feels Like                | 2016 | Feed Me          | Feed Me’s Family Reunion                  |
| Put It on for Me                  | 2018 | Don Diablo       | Future                                    |
| Somebody                          | 2018 | Sigala Hrvy      | Brighter Days                             |
| Desperate                         | 2018 | Jonas Blue       | Blue                                      |
| Let It Be Me                      | 2019 | Justin Jesso     | –                                         |
| The Moments I’m Missing           | 2019 | Ranji WHITENO1SE | The Moments I’m Missing                   |
| Luv Me A Little                   | 2023 | Illenium         | ILLENIUM                                  |
| Feather On The Clyde              | 2023 | Passenger        | All The Little Lights (évfordulós kiadás) |

### Videóklipek
| Cím                             | Év   |
| ------------------------------- | ---- |
| The Apple Tree                  | 2012 |
| Boy                             | 2012 |
| Make Me Fall                    | 2012 |
| Stay Out                        | 2013 |
| Just Before Goodbye             | 2013 |
| Statues                         | 2013 |
| No Interest                     | 2013 |
| Way in the World                | 2013 |
| Selfies                         | 2013 |
| The Hardest Part                | 2014 |
| Don’t Stop                      | 2014 |
| Chewing Gum                     | 2016 |
| The Moments I’m Missing         | 2017 |
| The Best You Had                | 2017 |
| Somebody Special                | 2018 |
| Loyal to Me                     | 2018 |
| Colder                          | 2019 |
| Is It Really Me You’re Missing? | 2019 |
| Desperate                       | 2019 |
| Love Letter                     | 2019 |
| Afterhours                      | 2019 |
| Summer Fling                    | 2021 |
| Life’s a Bitch                  | 2021 |
| O Holy Night                    | 2021 |
| When You Lose Someone           | 2022 |
| Dinner Table                    | 2022 |
| Pressure Makes Diamonds         | 2022 |
| No Time (For My Life To Suck)   | 2022 |
| Colours Of You                  | 2022 |
| I Should Be A Bird              | 2022 |
| Need You                        | 2022 |
| Älskar                          | 2022 |
| Christmas Time Again            | 2023 |

## Fordítás
- Ez a szócikk részben vagy egészben  a   Nina Nesbitt discography című angol Wikipédia-szócikk ezen változatának fordításán alapul.  Az eredeti cikk szerkesztőit annak laptörténete sorolja fel. Ez a jelzés csupán a megfogalmazás eredetét és a szerzői jogokat jelzi, nem szolgál a cikkben szereplő információk forrásmegjelöléseként.